# آرشي أتكينسون
آرشي أتكينسون هو لاعب هوكي الجليد كندي، ولد في 1 فبراير 1886 في أوتاوا في كندا، وتوفي في 4 أغسطس 1968.